# Clisson Sèvre et Maine Agglo
Die Clisson Sèvre et Maine Agglo ist ein französischer Gemeindeverband mit der Rechtsform einer Communauté d’agglomération im Département Loire-Atlantique in der Region Pays de la Loire. Sie wurde am 1. Januar 2017 gegründet und umfasst 16 Gemeinden. Der Verwaltungssitz befindet sich im Ort Clisson.

## Historische Entwicklung
Der Gemeindeverband entstand mit Wirkung vom 1. Januar 2017 durch die Fusion der Vorgängerorganisationen
- Communauté de communes de la Vallée de Clisson sowie
- Communauté de communes Sèvre Maine et Goulaine.

## Mitgliedsgemeinden
| Gemeinde                     | Einwohner 1. Januar 2022 | Fläche km² | Dichte Einw./km² | Code INSEE | Postleitzahl |
| ---------------------------- | ------------------------ | ---------- | ---------------- | ---------- | ------------ |
| Aigrefeuille-sur-Maine       | 4.121                    | 14,58      | 283              | 44002      | 44140        |
| Boussay                      | 2.814                    | 26,45      | 106              | 44022      | 44190        |
| Château-Thébaud              | 3.138                    | 17,64      | 178              | 44037      | 44690        |
| Clisson                      | 7.459                    | 11,3       | 660              | 44043      | 44190        |
| Gétigné                      | 3.794                    | 23,97      | 158              | 44063      | 44190        |
| Gorges                       | 5.090                    | 15,77      | 323              | 44064      | 44190        |
| Haute-Goulaine               | 5.992                    | 20,59      | 291              | 44071      | 44115        |
| La Haie-Fouassière           | 4.734                    | 11,81      | 401              | 44070      | 44690        |
| La Planche                   | 2.802                    | 24,42      | 115              | 44127      | 44140        |
| Maisdon-sur-Sèvre            | 3.071                    | 17,45      | 176              | 44088      | 44690        |
| Monnières                    | 2.341                    | 9,78       | 239              | 44100      | 44690        |
| Remouillé                    | 1.932                    | 21,38      | 90               | 44142      | 44140        |
| Saint-Fiacre-sur-Maine       | 1.246                    | 5,97       | 209              | 44159      | 44690        |
| Saint-Hilaire-de-Clisson     | 2.405                    | 18,43      | 130              | 44165      | 44190        |
| Saint-Lumine-de-Clisson      | 2.118                    | 18,26      | 116              | 44173      | 44190        |
| Vieillevigne                 | 4.110                    | 51,76      | 79               | 44216      | 44116        |
| Clisson Sèvre et Maine Agglo | 57.167                   | 309,56     | 185              | –          | –            |